# Centro histórico de Chisináu

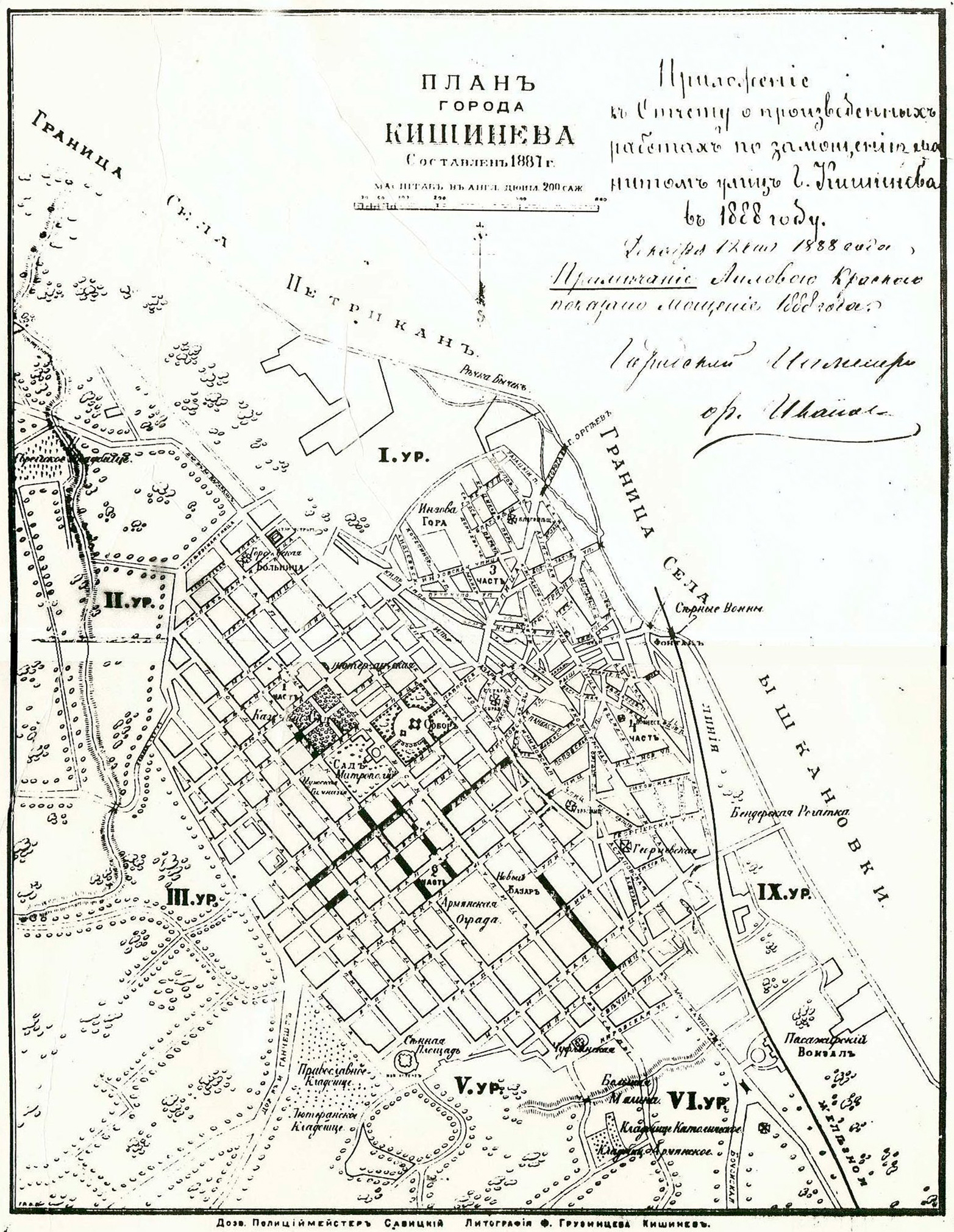
Plano de Chisináu en 1887, en gran parte está representado el centro histórico de hoy.

El centro histórico de Chisináu es el área central de la capital de la República de Moldavia, que concentra aprox. 1000 edificios de importancia histórica local y nacional, en su mayoría construidos en el intervalo: la segunda mitad del siglo XIX - la primera mitad del siglo XX, organizados según el principio de barrios cerrados, iglesias antiguas, monumentos arquitectónicos, etc.
El centro histórico se encuentra dentro del territorio administrativo de los sectores Buiucani, Centre y Rascani y se encuentra en el perímetro de las calles: A. Mateevici - C. Stere - St. Andrew - I. Zaikin - Albișoara - Ismail - Stephen the Great y Saint - Ciuflea - Bucarest - L. Tolstoi - Ismail, con una superficie total de 619 ha.
En total, se encuentran 977 monumentos ubicados en el área urbana de la ciudad que están incluidos en el "Registro de monumentos de importancia nacional y municipal" aprobado por el Ayuntamiento de Chisináu en 1995.

## Características
La parte alta del centro y la parte histórica de la «ciudad baja» están ocupada casi en su totalidad por edificios de 1 a 3 plantas. Las construcciones con 3-5 plantas realizadas en los años de la posguerra se concentran principalmente a lo largo de los principales ejes de la planificación original - bulevar Ștefan cel Mare y bulevar G. Vieru. Los edificios de varios pisos están ubicados en los complejos residenciales R1 y R12. La mayor parte de los edificios construidos tienen un grado de desgaste de hasta el 30 %. En los últimos años se han construido edificios de varios pisos con diversos fines en la zona histórica de la ciudad: residencial, empresarial, comercial.

## Galería

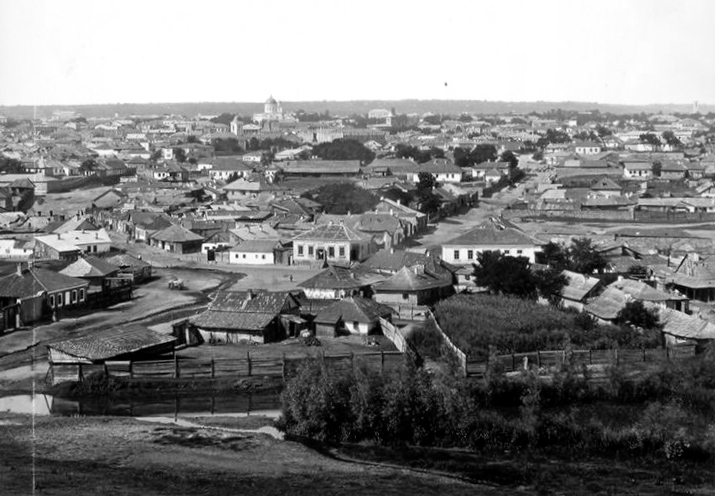
Chisinau a vista de pájaro, 1889.
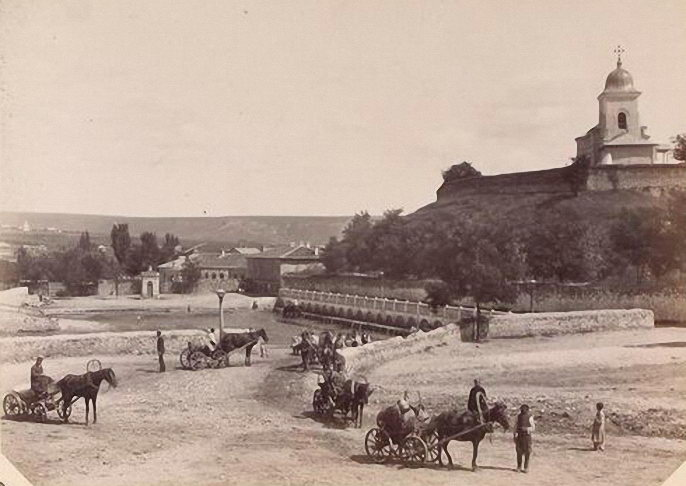
Colina Măzărache y la iglesia homónima.
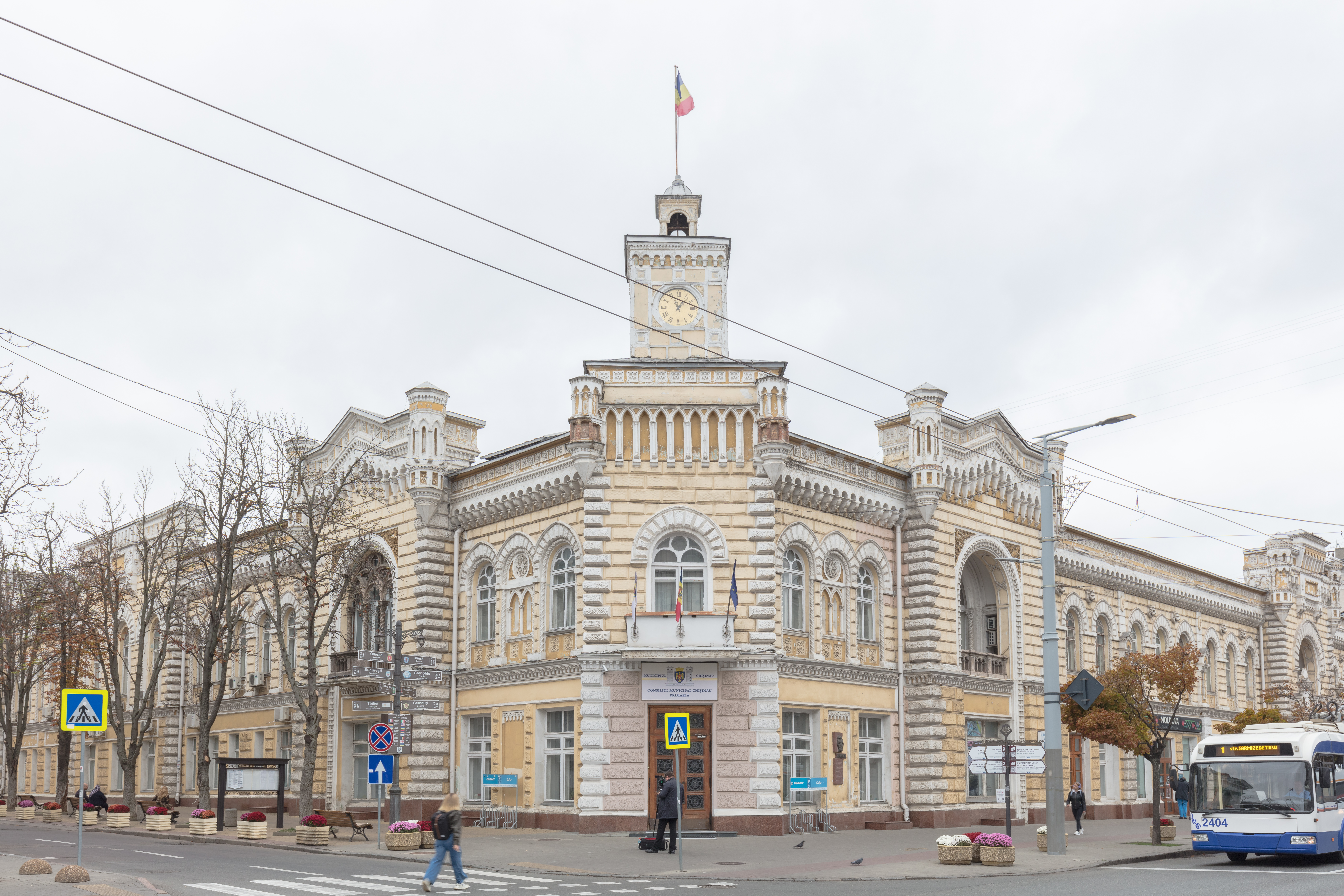
El edificio del ayuntamiento.
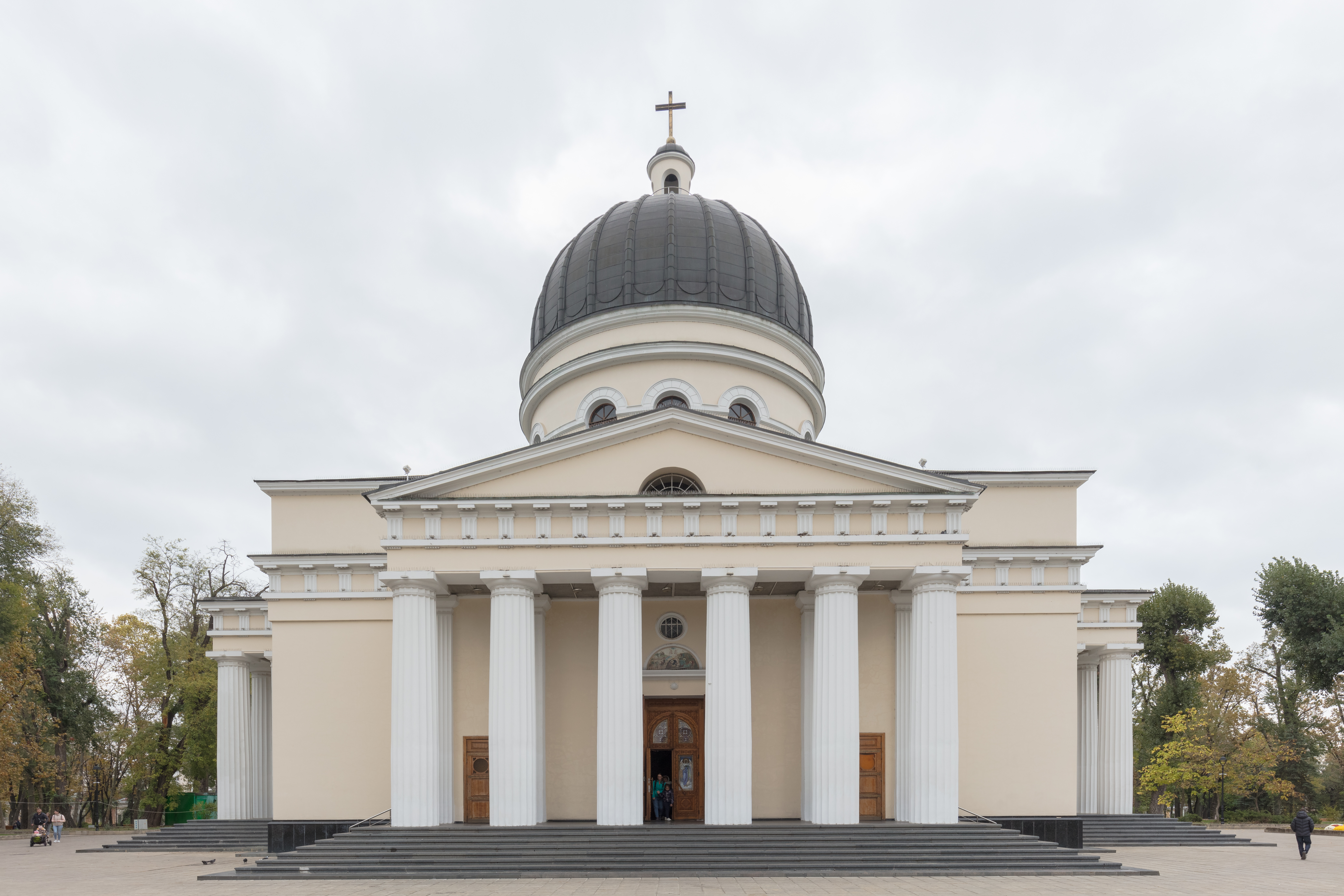
Catedral Metropolitana (exterior).
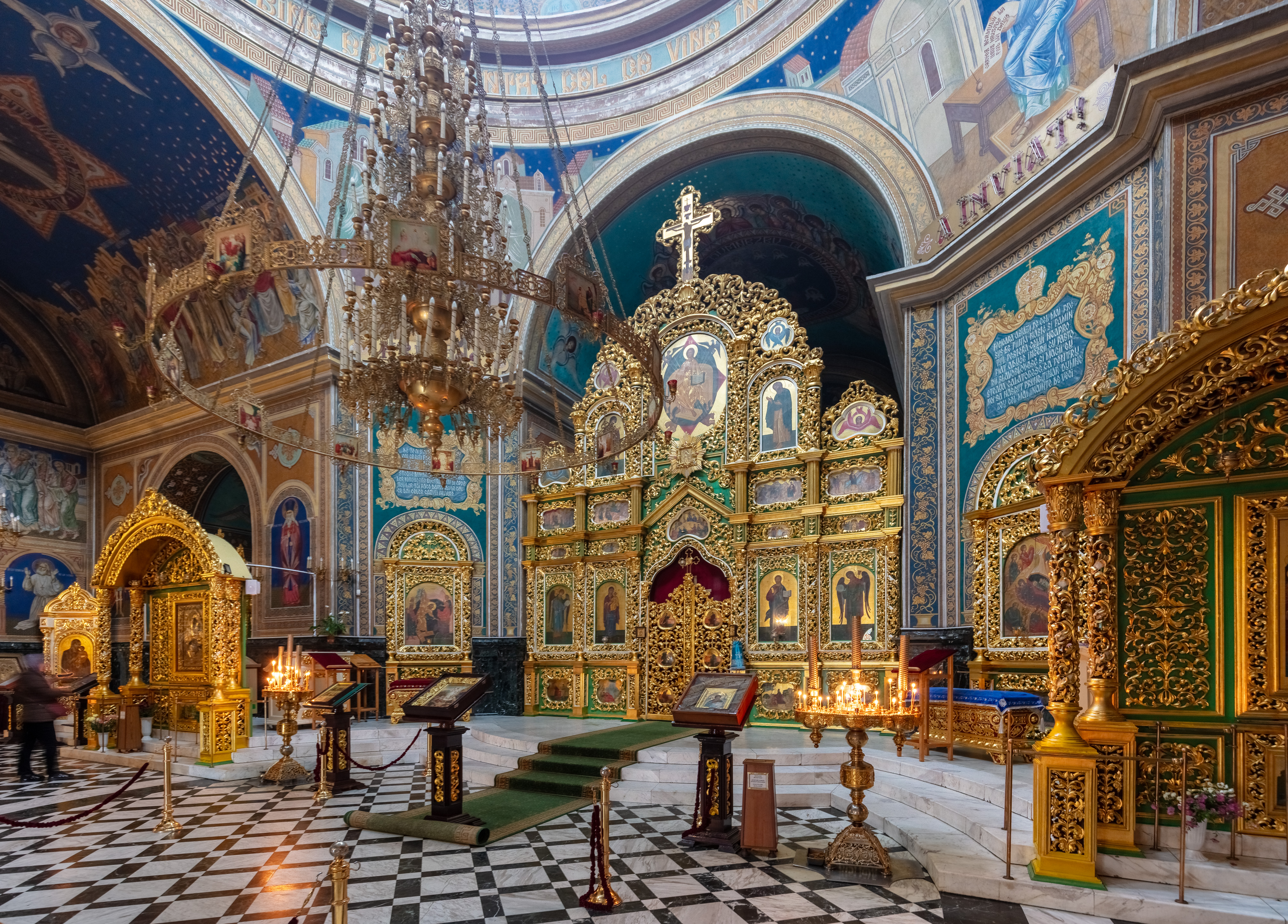
Catedral Metropolitana (interior).
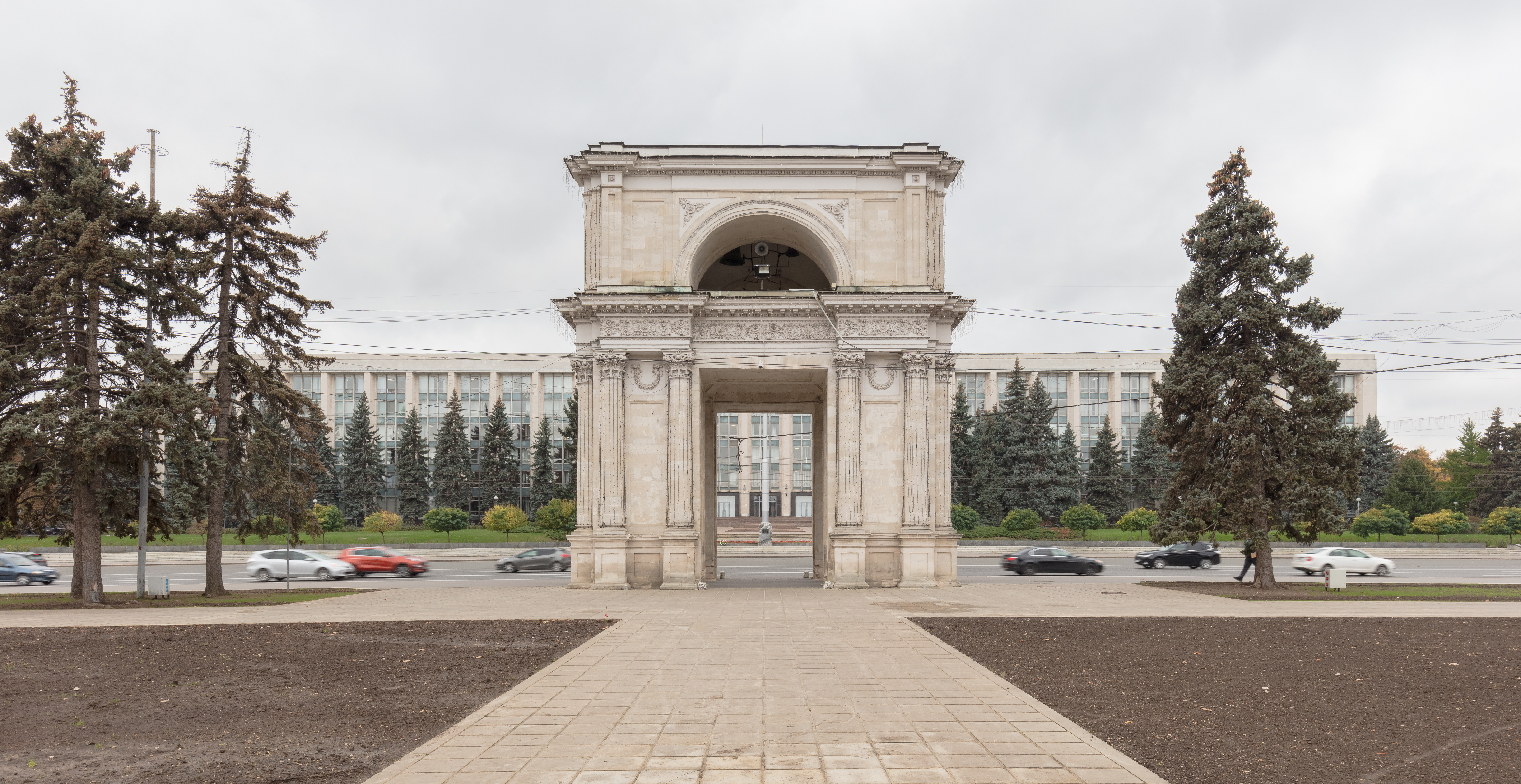
Arco de Triunfo de Chisináu.
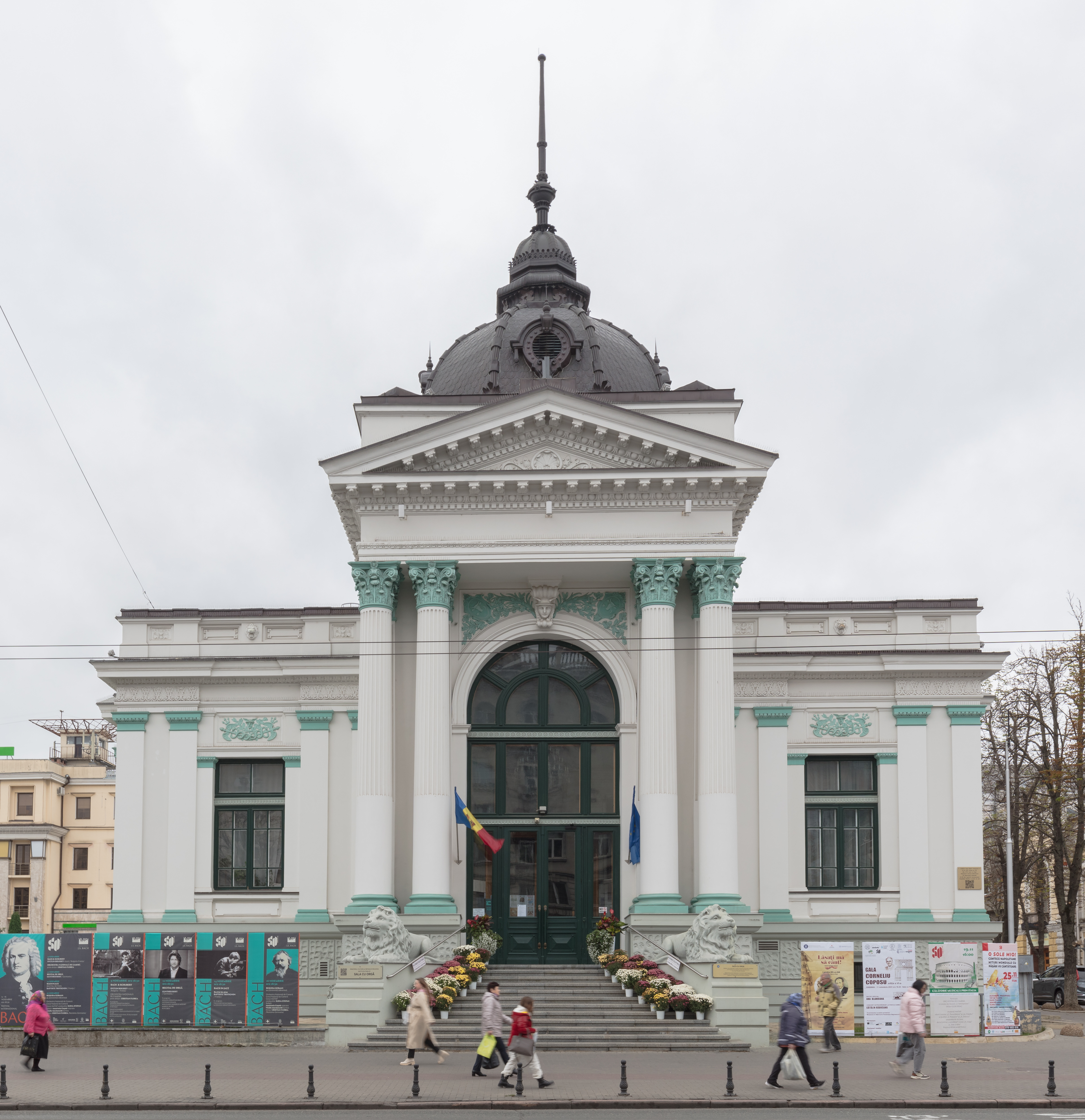
Sala de órganos de Chisináu.
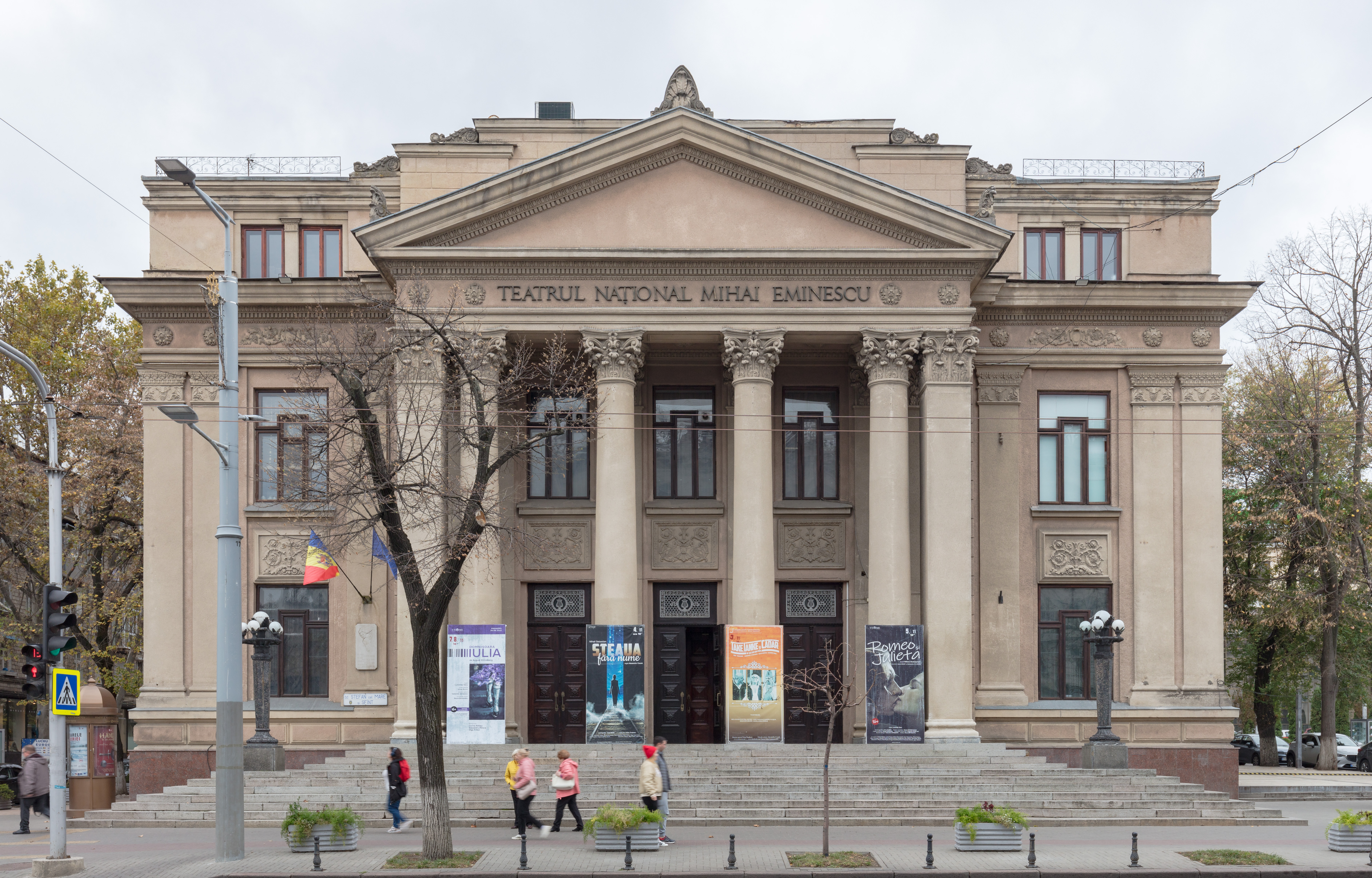
Teatro Nacional «Mihai Eminescu».
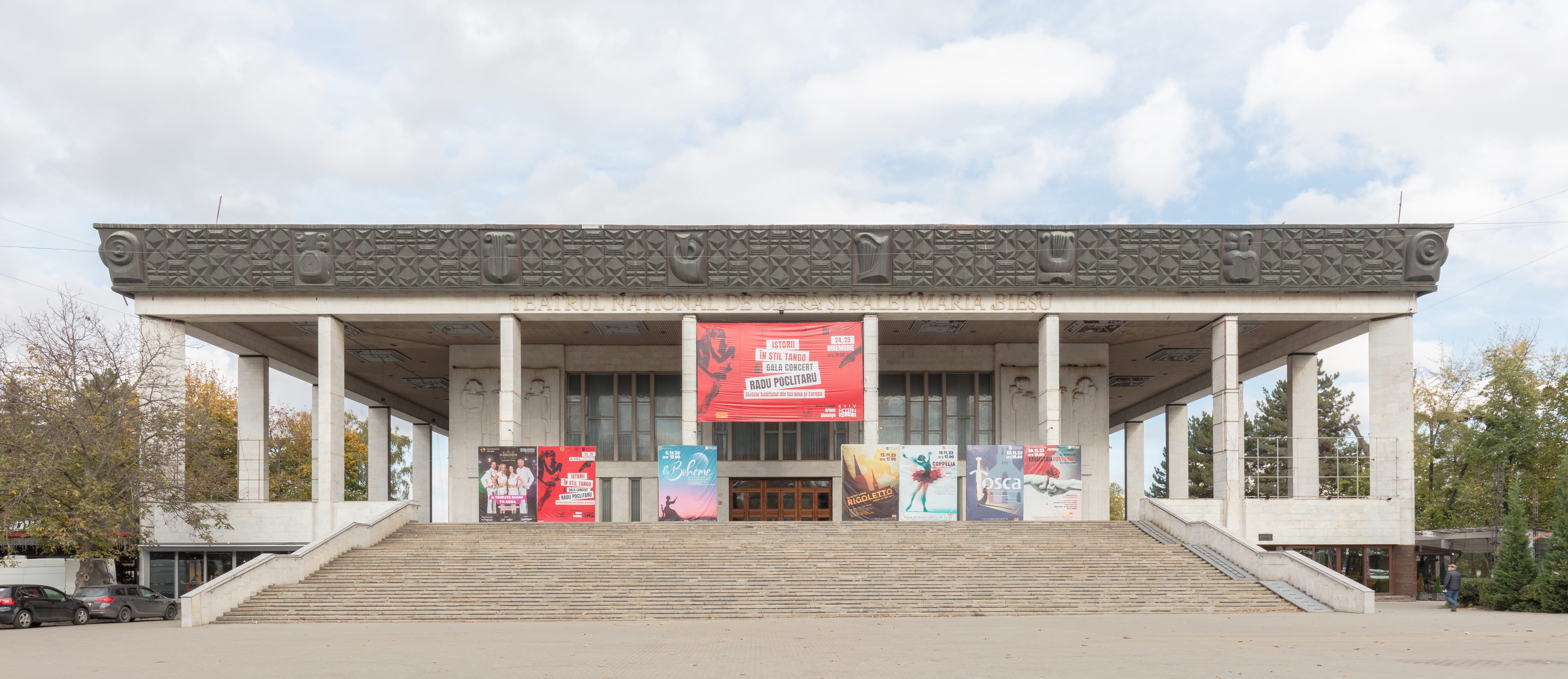
Teatro Nacional de Ópera y Ballet.
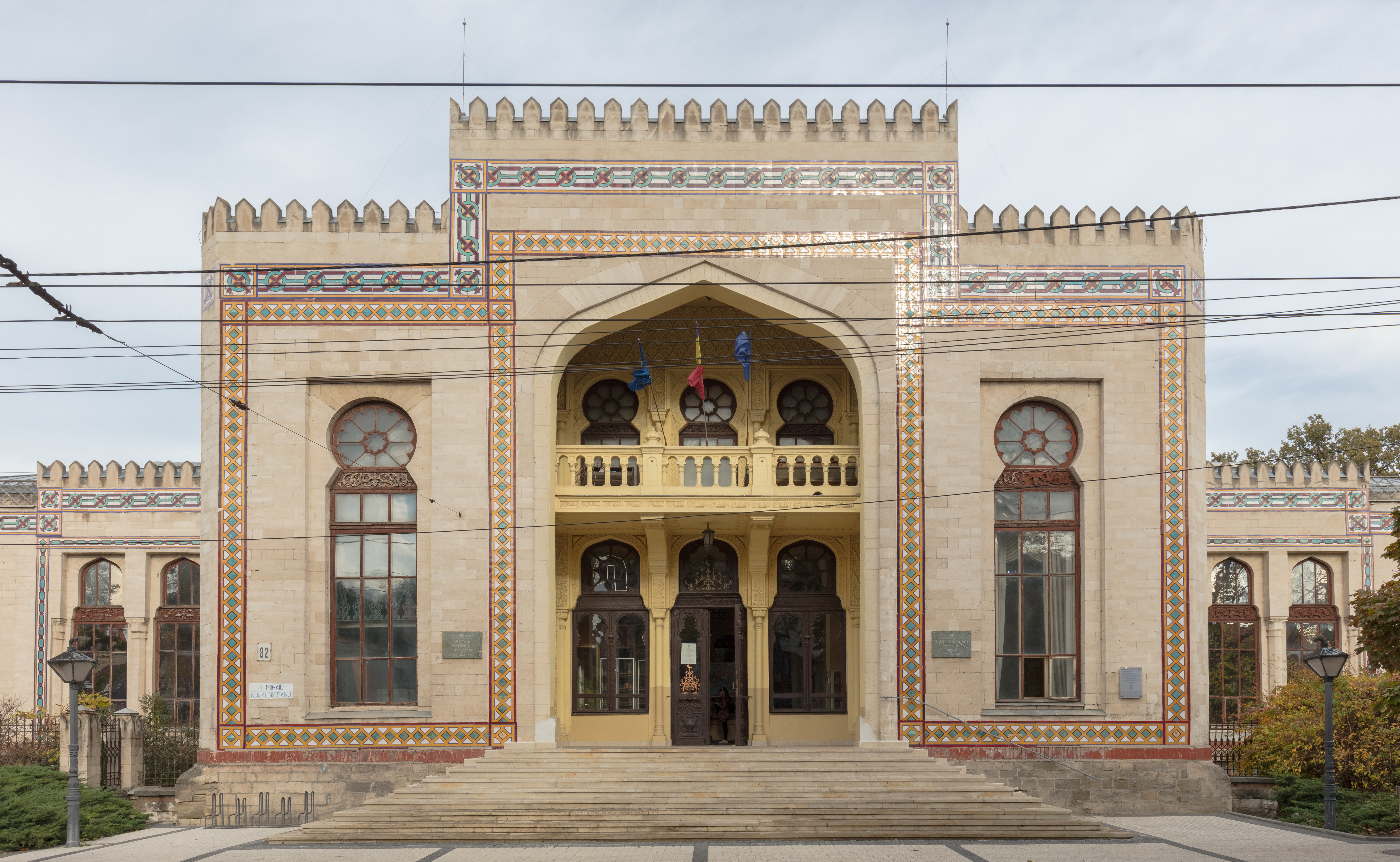
Museo nacional de etnografía e historia natural.
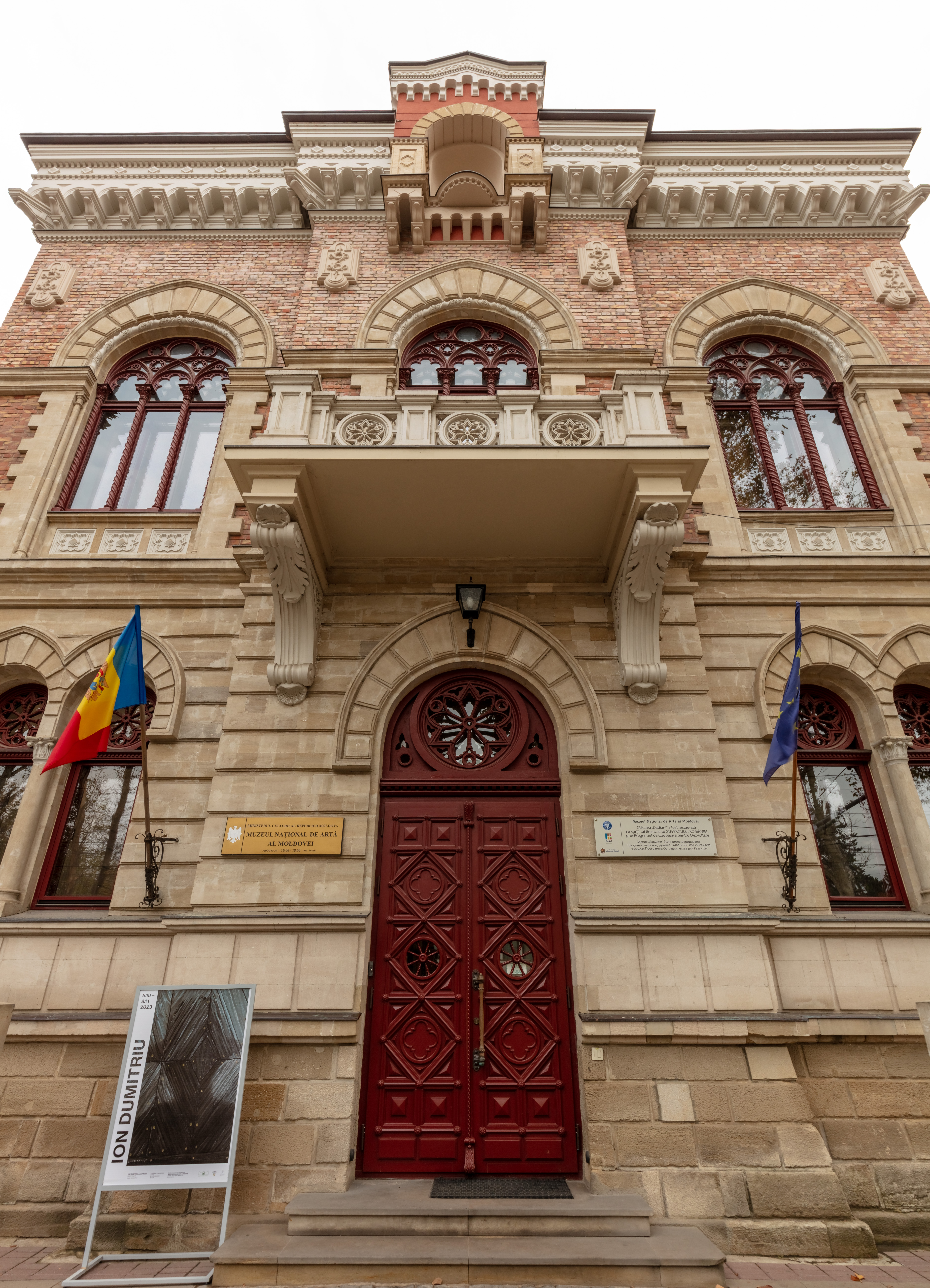
Edificio del antiguo instituto para niñas
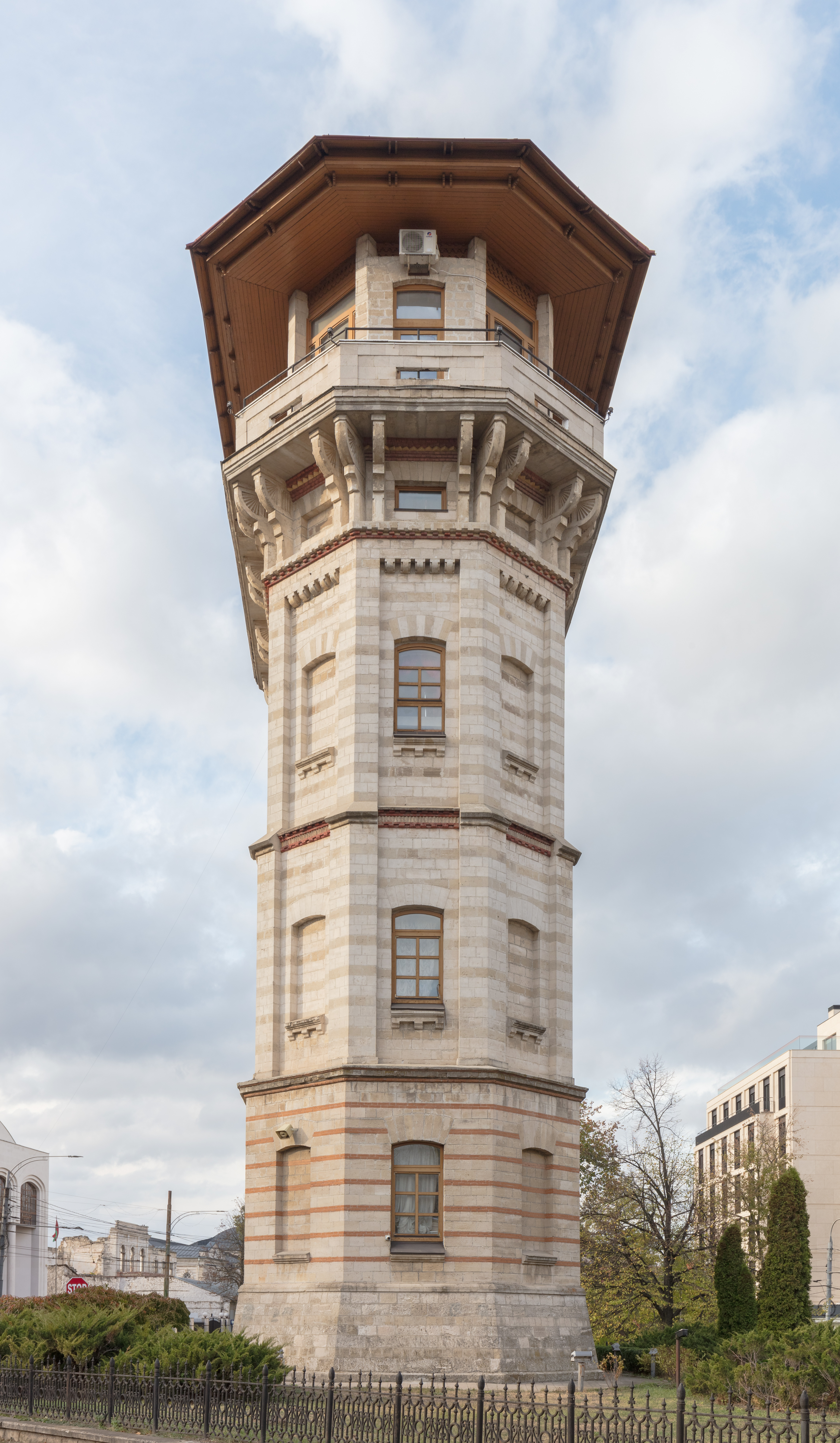
La torre de agua de Chisináu.
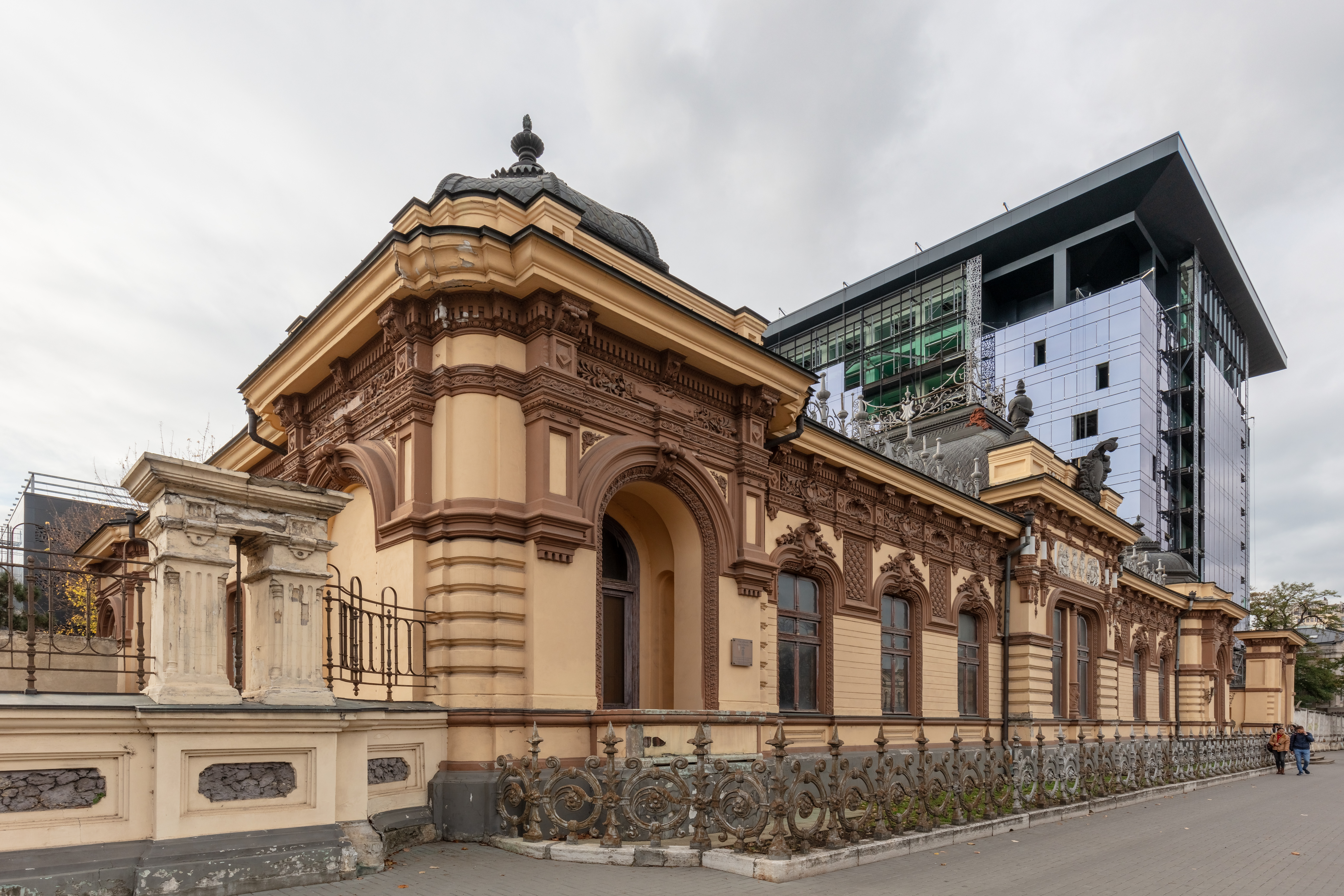
Museo Nacional de Arte de Moldavia.
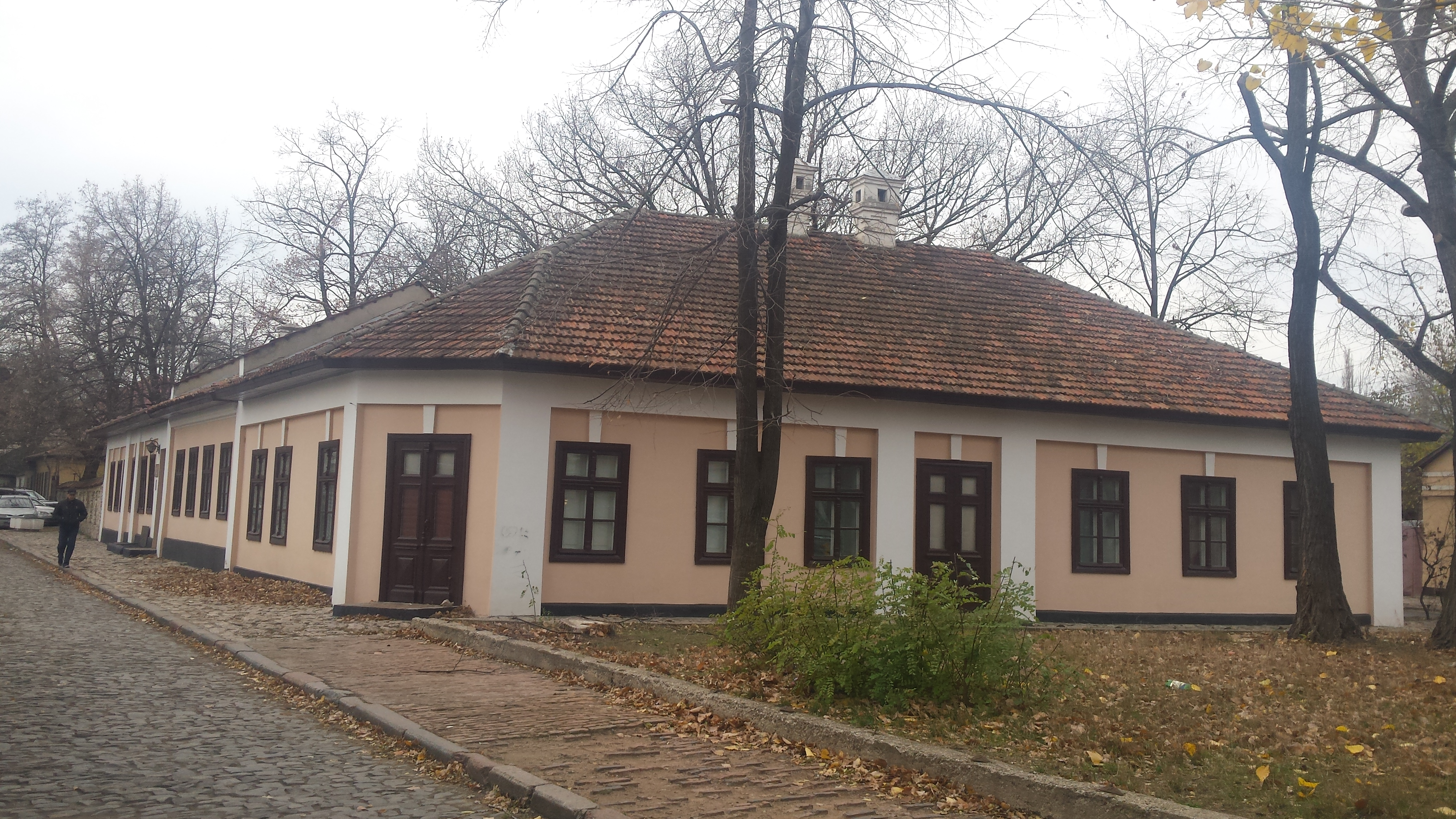
Casa-Museo Pushkin.
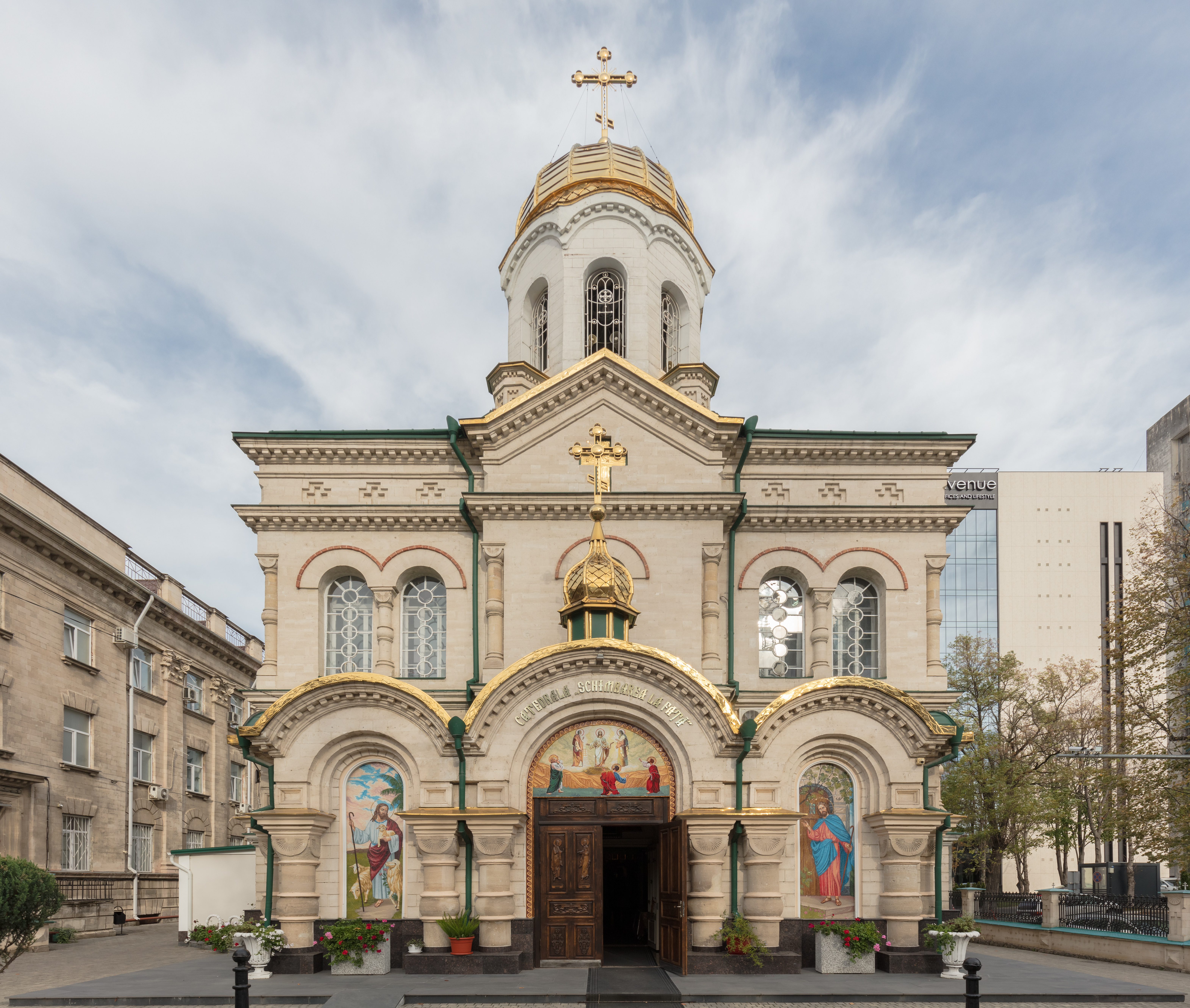
Iglesia de la Transfiguración.
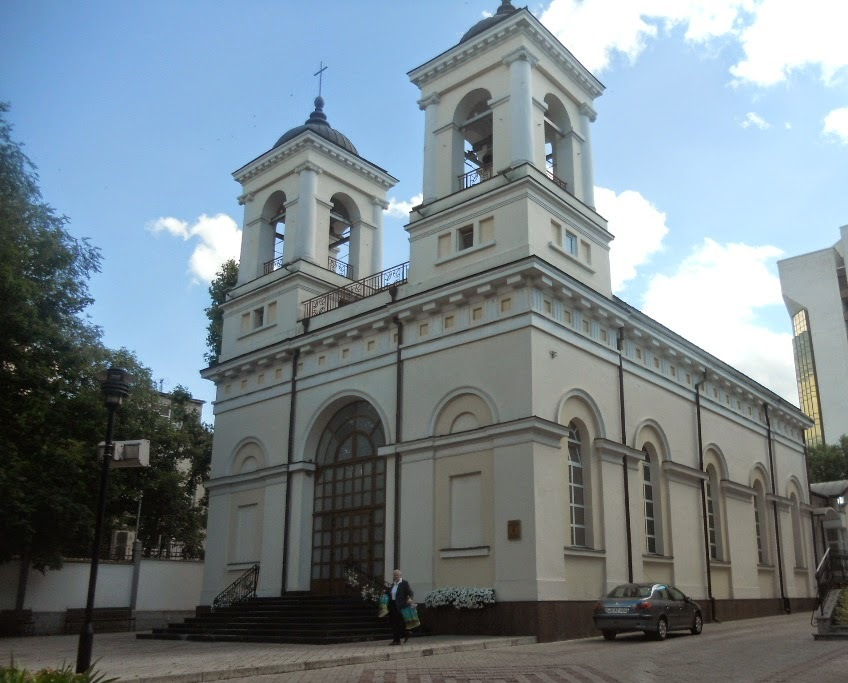
Catedral de la Divina Providencia.
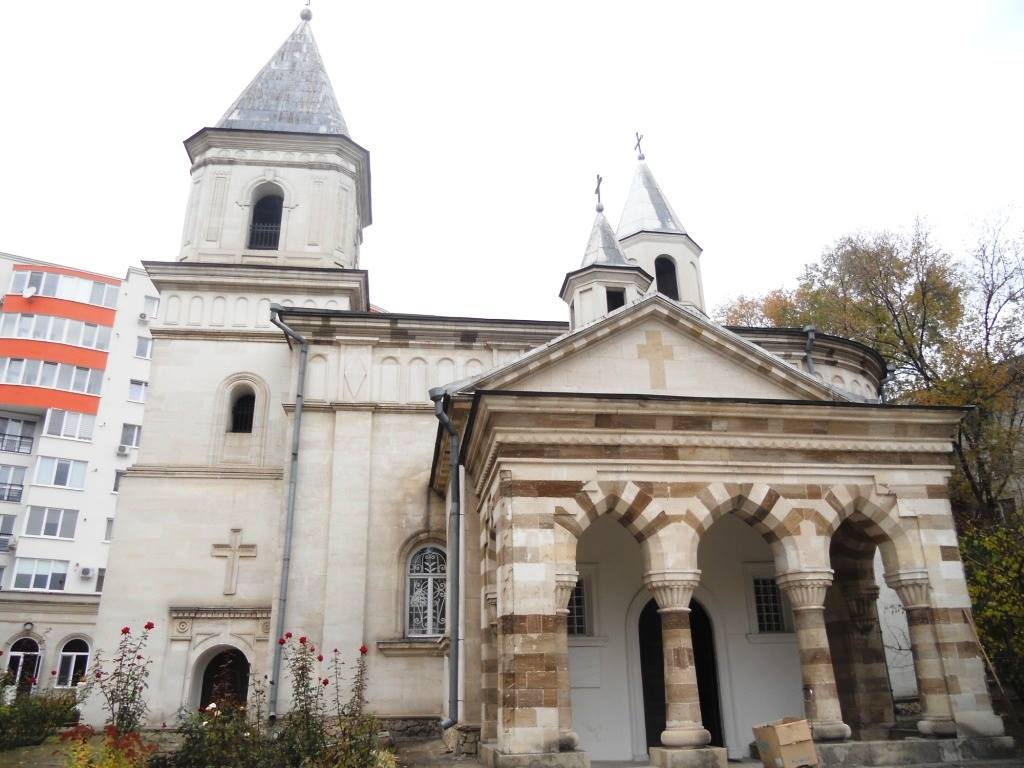
Iglesia armenia.
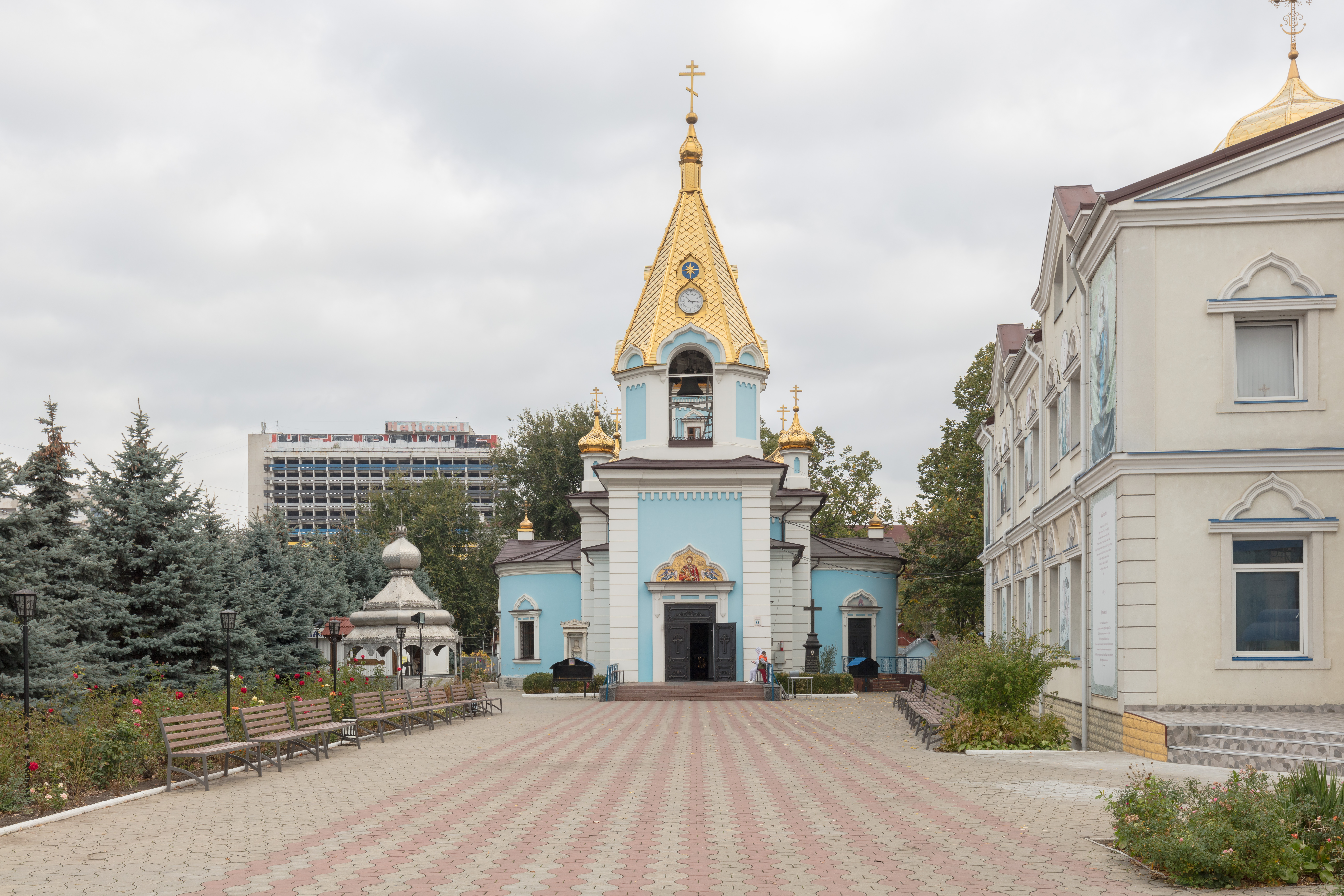
Monasterio de Ciuflea (exterior).
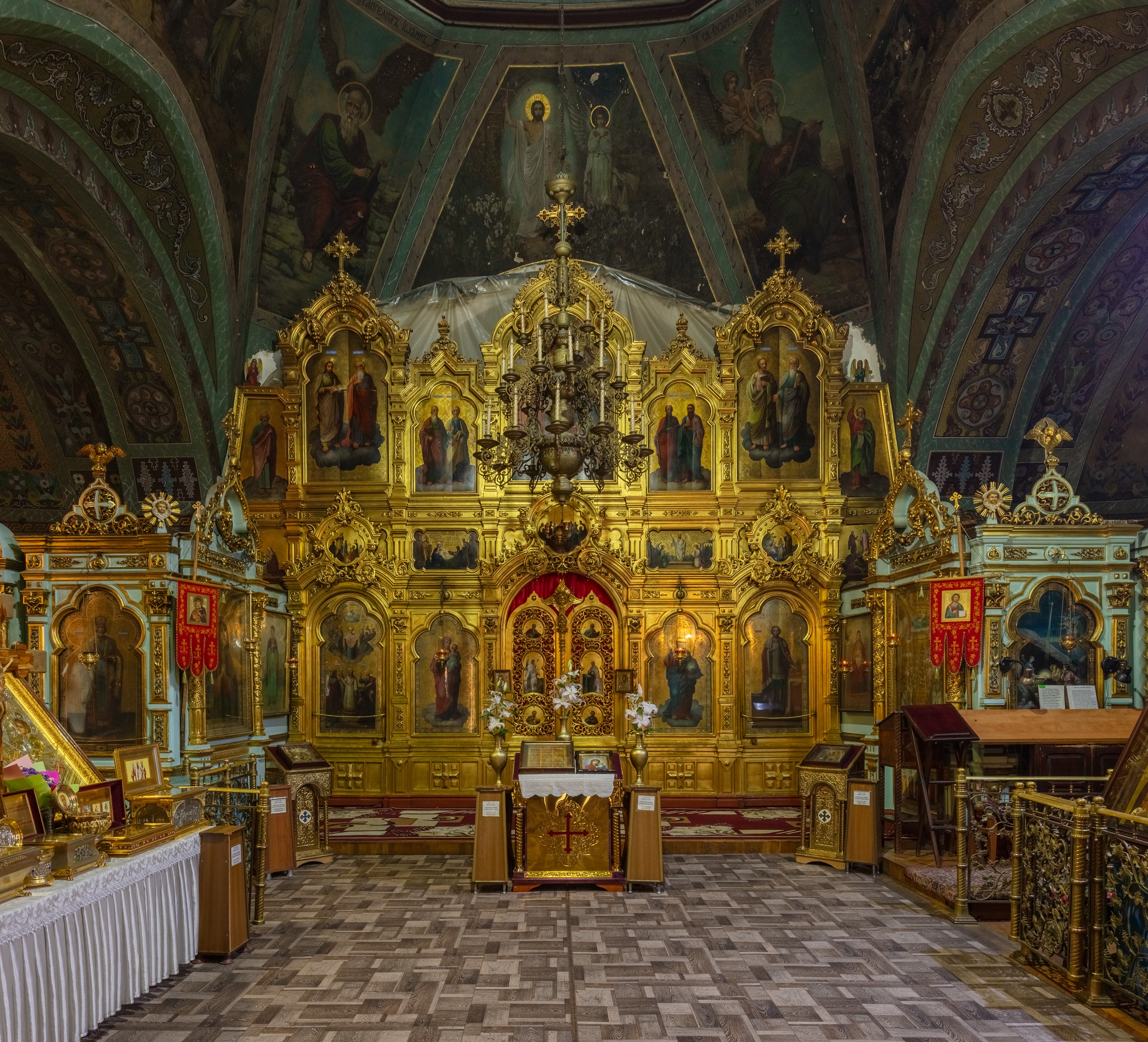
Monasterio de Ciuflea (interior).
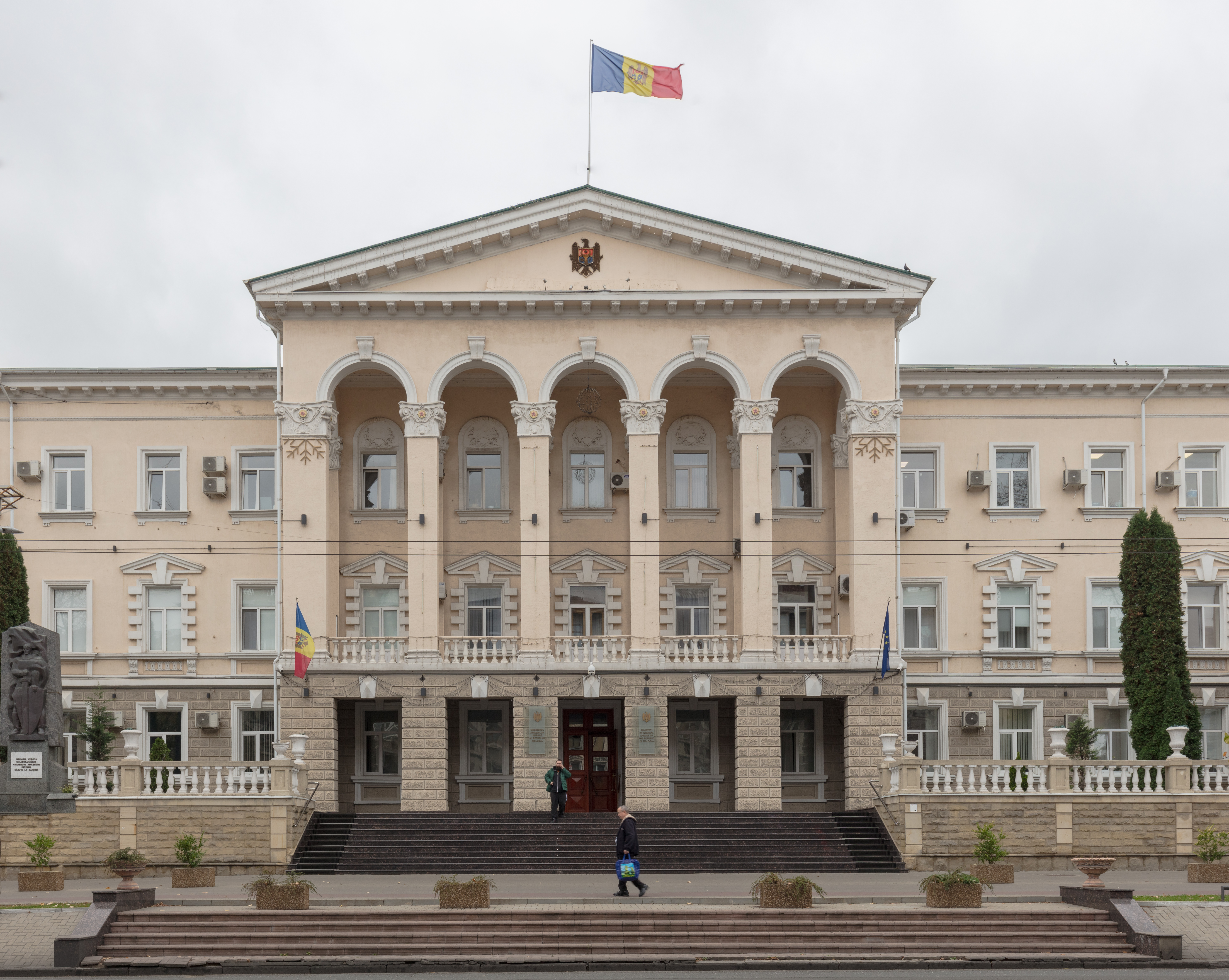
Ministerio del Interior.